# Ramón Mayeregger
Ramón Mayeregger Galarza (Assunção, 5 de março de 1936) é um ex-futebolista paraguaio que atuava como goleiro.

## Carreira
Ramón Mayeregger fez parte do elenco da Seleção Paraguaia de Futebol, na Copa do Mundo de  1958.